# والکو چرونکوف
والکو ولیوف چرونکوف (بلغارستانی: Вълко Вельов Червенков; زاده ۶ سپتامبر ۱۹۰۰ – درگذشته ۲۱ اکتبر ۱۹۸۰)  سیاست‌مدار کمونیست اهل بلغارستان بود که بین سال های ۱۹۵۰ تا ۱۹۵۶ به‌عنوان سردبیر حزب کمونیست بلغارستان خدمت کرد.
وی همچنین برنده جوایزی همچون نشان لنین شده‌است.